# Rosendo Arús y Arderiu
Rosendo Arús y Arderiu (Barcelona, 1845-1891) fue un periodista y dramaturgo español. 

## Biografía
Nació en la ciudad catalana de Barcelona en 1845, hijo de un comerciante de Hospitalet de Llobregat. Fue colaborador de numerosos diarios y revistas como La Tramontana, Diari Català, La Campana de Gracia, La Llumanera de Nova York y L'Esquella de la Torratxa. Fue masón desde el año 1866 y republicano simpatizante de Francisco Pi y Margall, a pesar de que no militó en ningún partido. Miembro del Centre Català, actuó como secretario del Primer Congreso Catalanista de 1880 y fue amigo personal de Valentín Almirall, a quien nombraría encargado de cumplir su testamento. 
Escribió piezas de teatro de todos los géneros en castellano, unas 10, y en catalán unas 47. Bajo su dirección se publicó el Diccionario enciclopédico de la masonería, obra fundamental para el conocimiento de esta institución que había escrito Lorenzo Frau Abrines. A su muerte, acaecida en 1891, dejó varios legados para finalidades educativas. Donó además a la ciudad de Barcelona su casa del paseo de Sant Juan y la biblioteca con su nombre, la biblioteca pública Arús. La biblioteca Arús está especializada en francmasonería debido a que Rossend fue una importante figura para la masonería catalana moderna.

## Obras
- La Llúcia dels cabells d'or (1872)
- Mai més Monarquia! (1873)
- Lo comte en Jaume (1874)
- El Nuevo Tenorio (1885)